# Palác Myslbek
Palác Myslbek (dříve Proluka Myslbek) je komerční budova v Praze. Je průchozí a spojuje ulici Na příkopě s Ovocným trhem na Starém Městě v Praze.

## Historie

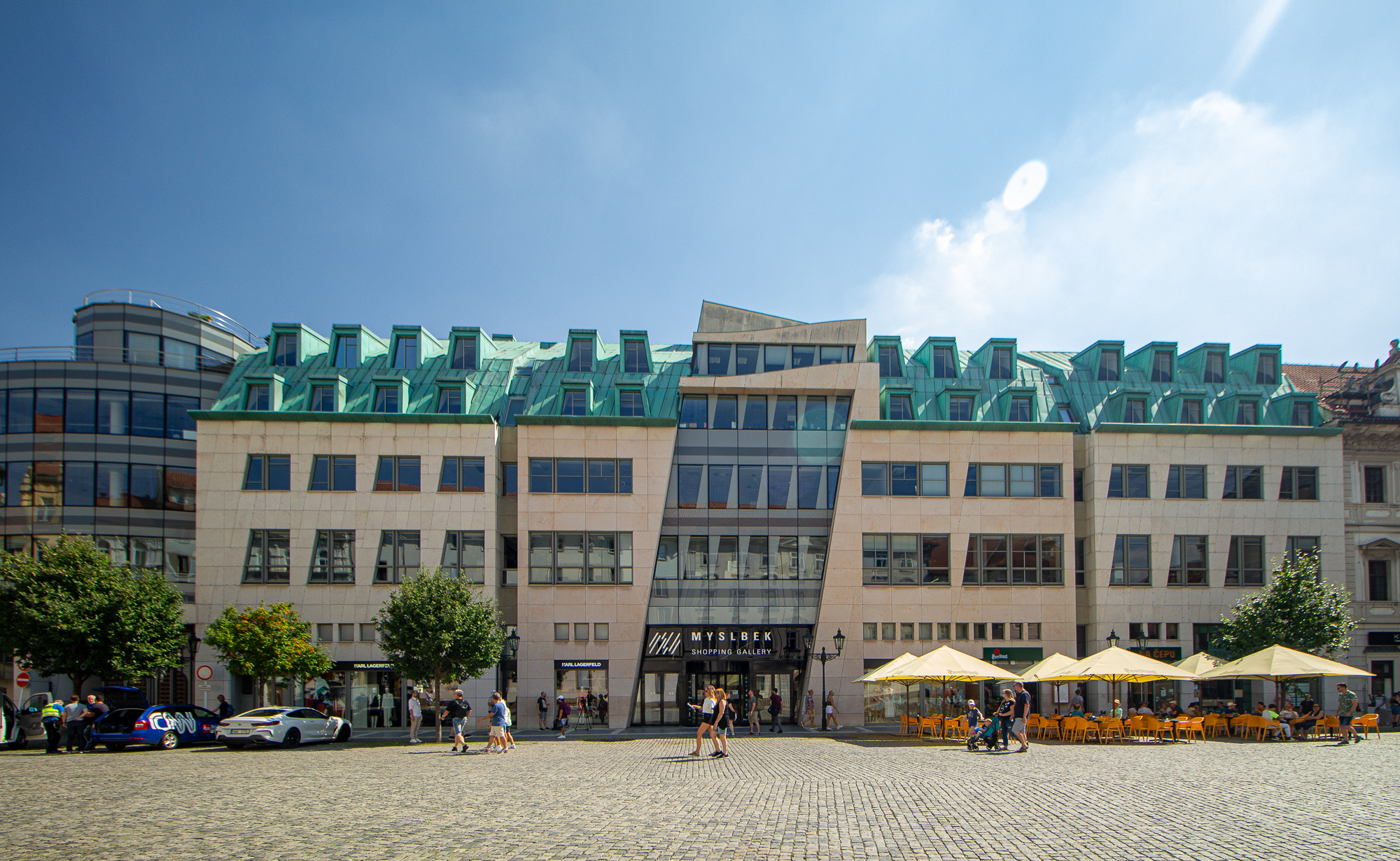
Vstup do budovy z Ovocného trhu

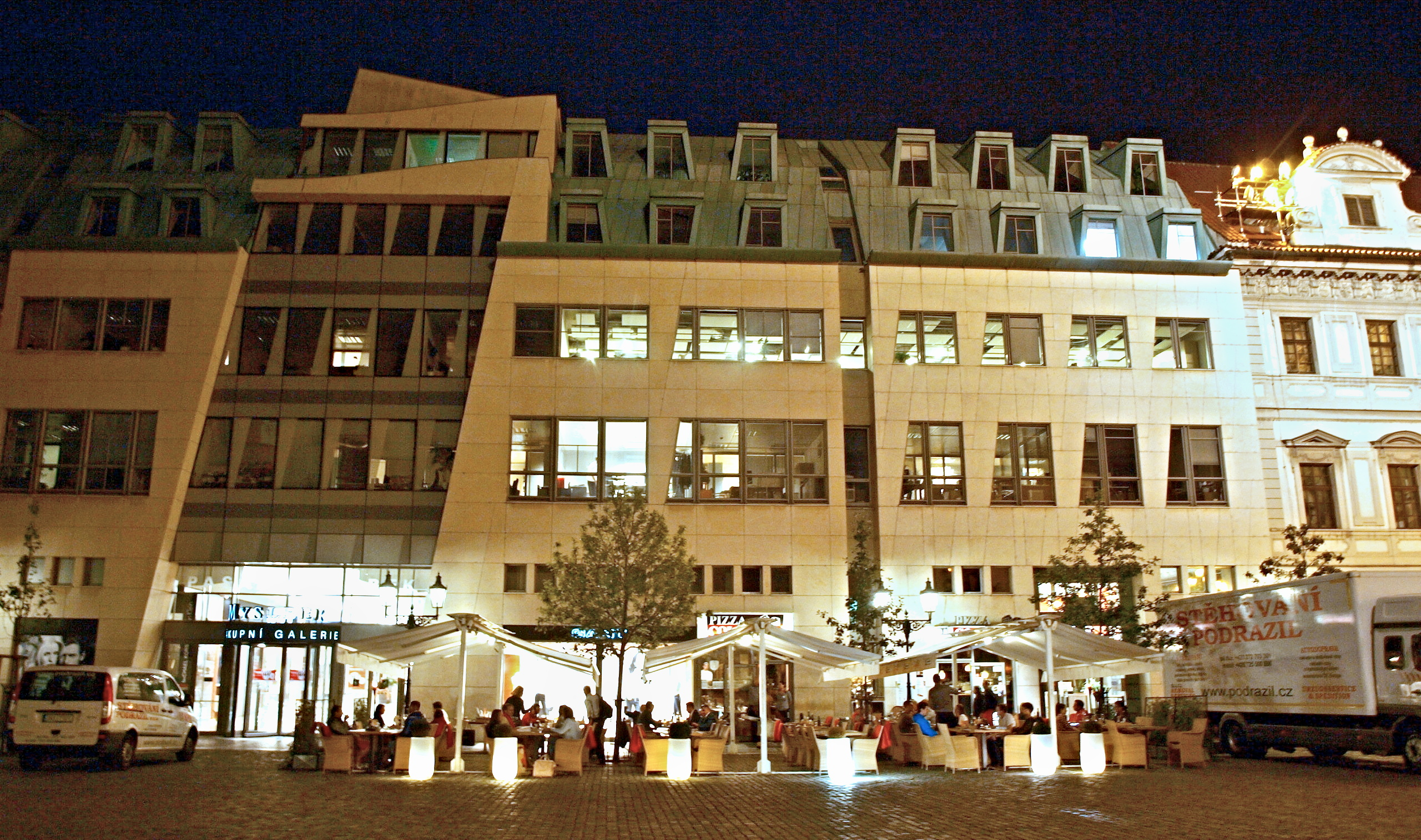
Večerní záběr zadního průčelí z Ovocného trhu

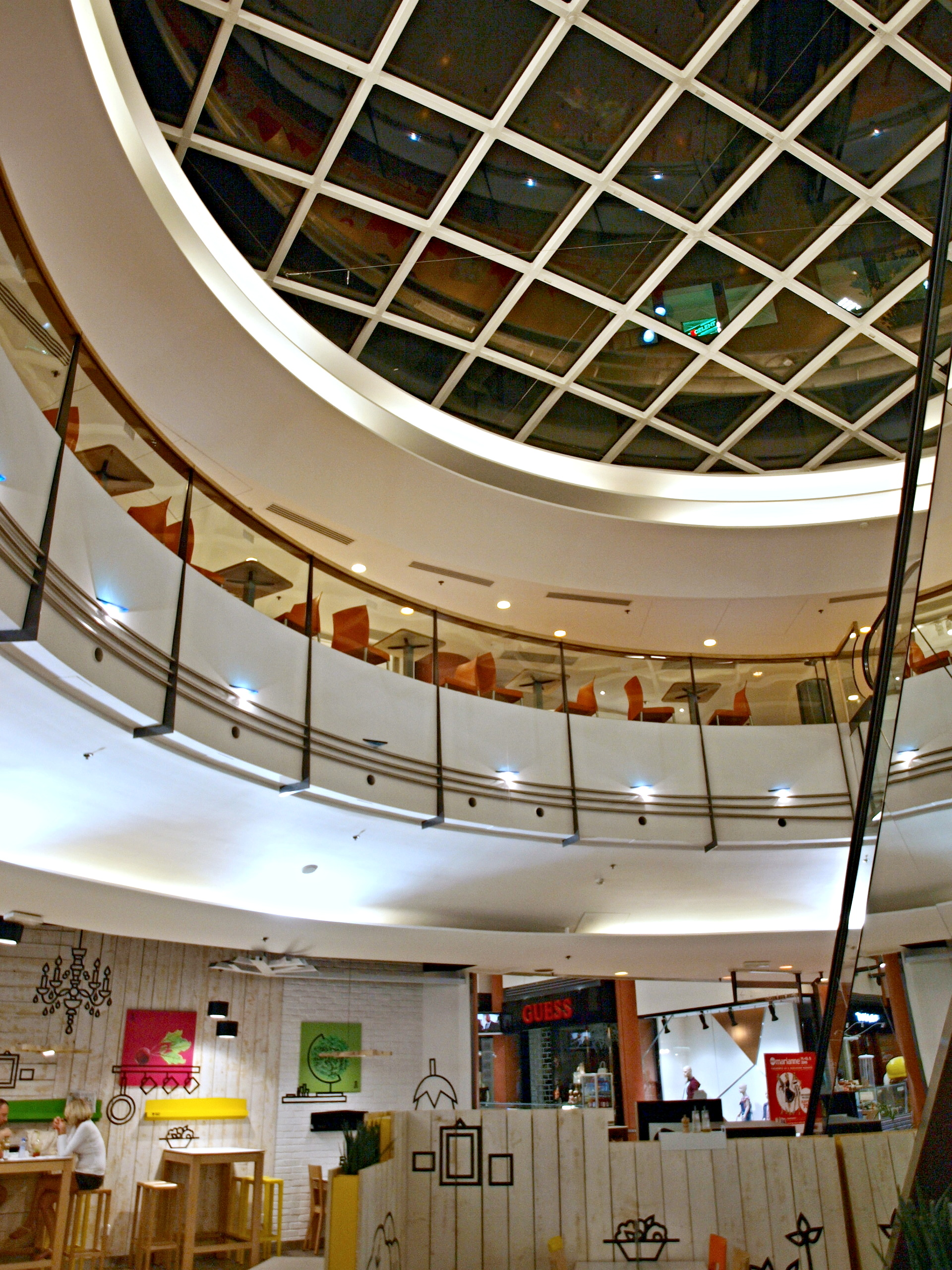
Střední část nákupní galerie

Po demolici budovy České banky Union v roce 1926 v místě dnešního Myslbeku vznikla stavební proluka. Od třicátých do padesátých let zde stál pavilon umělecké skupiny Myslbek, po kterém proluka získala svoje jméno, zbytek pozemku pak byl upraven jako park.
Existovalo několik plánů na její zastavění, avšak žádný nebyl před rokem 1996 realizován. Jednalo se o velmi lukrativní pozemek, rozkládající se mezi ulicí Na příkopě a Ovocným trhem, v samém jádru města. V šedesátých letech 20. století se uvažovalo o využití proluky jako stanice podpovrchové tramvaje, v letech osmdesátých byla využita při výstavbě stanice metra Můstek a rekonstrukci nedalekého Stavovského divadla. Nástupiště stanice na lince B bylo vybudováno tak, aby bylo možné dostavět výstup do hypoteticky vystavěné budovy nacházející se právě v proluce.
Nakonec bylo rozhodnuto o výstavbě administrativně-obchodního komplexu, se kterou se započalo deset let po dokončení trasy metra. Zhodnocením ceny pozemků v důsledku tržního systému, začala být výstavba nové stavby pro investory zajímavá. V listopadu 1995 bylo započato s výstavbou budovy, která dostala své jméno, jež toto místo neslo celá léta. V březnu 1996 byla dokončena hrubá stavba moderní budovy, v listopadu pak následovalo slavnostní otevření. Budovu navrhl architektonický ateliér AHK; později prošla významnou rekonstrukcí interiéru podle návrhu architektonického studia Jestico + Whiles.
Budovu vlastní MYSLBEK, akciová společnost, jejímž vlastníkem je nizozemský investiční fond PBW Real Estate Fund N.V., spravovaný francouzskou AEW Europe, dceřinou společností Natixis Global Asset Management, kterou vlastní francouzská banka Natixis, většinově vlastněná francouzskou bankou BPCE.

## Okolí
V nedalekém okolí paláce nacházejí také další zajímavosti:
- Dětský dům, obchodní a kancelářský dům
- Neubergovský palác, sídlo brazilského velvyslanectví (Panská ulice)
- Millesimovský palác (Panská ulice)
- Palác Riesů ze Stallburgu, sídlo argentinského velvyslanectví v Praze (Panská ulice)
- Palác Sylva-Taroucca (Na Příkopě)
- Nový Kolowratský palác, (Na Příkopě)
- Kolowratský palác (Ovocný trh)
- Palác Koruna (Václavské náměstí/ulice Na Příkopě)
- Palác Euro (Václavské náměstí)
- Baťův palác (Václavské náměstí)